# Phylliana serva
Phylliana serva är en insektsart som först beskrevs av Walker 1851.  Phylliana serva ingår i släktet Phylliana och familjen Flatidae. Inga underarter finns listade i Catalogue of Life.